# Cubèbe
Piper cubeba
Espèce
Le cubèbe (Piper cubeba) est une espèce de plantes à fleurs de la famille des Piperaceae. C'est une épice originaire d'Asie du Sud-Est. Il porte aussi le nom de cubèche, embèbe, poivre à queue, poivre de Java ou encore poivre du Kissi.
L'épice est obtenue à partir des baies, récoltées avant maturité, séchées et moulues.
De la même famille que le poivre, son goût est généralement plus fort. Son emploi est fréquent dans les poudres de curry.
Le cubébol, un sesquiterpène alcool au goût frais, a été identifié dans l'huile essentielle de la baie du cubèbe (15 %).
Le cubèbe peut se consommer directement en mâchant la baie, il laisse un goût frais dans la bouche.

## AutresPiper cubeba
- Piper cubeba Vahl, 1804 est un synonyme de Piper caninum.
- Piper cubeba Bojer, 1837 est un synonyme de Piper pyrifolium.